# Kanizat Ibrahim
Pour les articles homonymes, voir Ibrahim (homonymie).
Kanizat Ibrahim, née vers 1975,, est une cheffe d'entreprise et une dirigeante de football comorienne.

## Carrière
Kanizat Ibrahim, diplômée de l'Université Montesquieu Bordeaux 4, est cheffe d'entreprise. Elle est notamment directrice générale de Synercom Comores, une agence de communication et d'événementiel, ou encore Ifocom, IMI Concept, Karloc & Services, Epsilon Security, dans les secteurs du marketing, des nouvelles technologies et de la communication. De 2005 à 2007, elle est vice-présidente de la Jeune chambre internationale des Comores, dirigeant la commission de l'entrepreneuriat. En 2009, elle travaille avec l'équipe organisant le premier marathon international des Comores et le premier marathon féminin des Comores.
La Fédération de football des Comores (FFC) étant plongée dans une crise de gouvernance, la Fédération internationale de football association (FIFA) décide en mars 2019 de nommer un Comité de normalisation pour la FFC, qui est chargé de gérer les affaires courantes, réviser les statuts, le Code électoral et le Code de l'Éthique de la Fédération et d'organiser des élections transparentes, présidé par Kanizat Ibrahim. Elle prend ses fonctions le 12 novembre 2019. La mission qui devait se dérouler jusqu'au 30 septembre 2020 est prolongée de cinq mois par la FIFA dans le contexte sanitaire de la pandémie de Covid-19. Le 15 février 2021, sa présidence arrive à terme, le comité ayant accompli son objectif avec l'élection de Said Ali Said Athoumani comme président de la FFC.
Le 12 mars 2021, elle est élue représentante féminine au sein du Comité exécutif de la Confédération africaine de football (CAF) pour un mandat de quatre ans. Le lendemain, elle est désignée vice-présidente de la CAF ; c'est la première fois qu'une personne de nationalité comorienne accède à un tel niveau de responsabilités au sein de l'organisation ; il s'agit aussi de la première femme vice-présidente de l'histoire de la CAF.
Le 18 mai 2021, elle est nommée présidente de la Commission d'organisation du football féminin de la CAF,.